# Суханов, Николай Николаевич
Никола́й Никола́евич Суха́нов (настоящая фамилия Ги́ммер; 27 ноября [9 декабря] 1882, Москва — 29 июня 1940, Омск) — участник российского революционного движения, экономист и аграрник, автор мемуаров, публицист. 29 июня 1940 года осужден по ложному обвинению и расстрелян. После смерти Сталина реабилитирован.

## Происхождение
Сын мелкого железнодорожного служащего, дворянина из обрусевших немцев, и акушерки. В 1895 году отец Николая, не получив развода у церковных инстанций, по договорённости с матерью инсценировал самоубийство и скрылся с целью дать жене возможность повторно выйти замуж. За эту аферу родители Николая были приговорены к ссылке, заменённой годом заключения. Семейная драма Гиммеров послужила Льву Толстому материалом для пьесы «Живой труп».

## Биография

### Детство и юность
Суханов воспитывался у дальних родственников, с 14 лет занимался репетиторством. В 17 лет увлёкся толстовством, входил в нелегальные гимназические кружки. Окончив с серебряной медалью 1-ю Московскую гимназию (1901), уехал в Париж, где слушал лекции в Русской высшей школе общественных наук (1902). После возвращения в Россию в середине 1903 года стал студентом историко-философского факультета Московского университета.

### Общественно-политическая деятельность в 1903—1913 гг.
Будучи студентом, Суханов вступил в ряды московской эсеровской организации. В мае 1904 года был арестован и приговорён к 1,5 годам тюрьмы. Отбывал наказание в Таганской тюрьме, откуда освобождён 18 октября 1905 года в числе других политзаключённых по требованию революционных демонстрантов. Написал в тюрьме первую свою работу «О нашей аграрной программе».
Принимал участие в Декабрьском вооружённом восстании в Москве. После подавления восстания скрывался, выезжал в Швейцарию. В 1906—1907 годах организационно порвал с эсерами.
В 1909 году снова поступил в Московский университет, на экономическое отделение юридического факультета. Считал, что стал «законченным марксистом», но в работах по аграрному вопросу развивал народнические положения об устойчивости крестьянского хозяйства и сокращении класса земледельческих наёмных рабочих.
За участие в эсеровской организации выслан в конце 1910 года на 3 года в Архангельскую губернию, разрабатывал там материалы подворной переписи 1785. Отбыв ссылку, в начале 1913 года приехал в Петербург.

### Общественно-политическая деятельность в 1914—1920 гг.
В мае 1914 года был выслан из Петербурга, но продолжал проживать в городе нелегально; работал в Министерстве земледелия. Сотрудничал в журналах «Русское богатство», «Заветы», редактор и сотрудник журнала «Современник» (1911—1915) и «Летопись» (1915—1917). Печатался в легальной народнической газете «Стойкая мысль». Считал возможным объединение всех социалистических течений путём «поглощения» народничества марксизмом. Автор серии антивоенных статей и брошюр, изданных в годы Первой мировой войны и закрепивших за Сухановым репутацию интернационалиста; объясняя причины войны, подчёркивал, что Россию, в отличие от развитых капиталистических стран, втянули в войну «силы неэкономического порядка». Принадлежал к группе внефракционных социал-демократов, близких к меньшевикам-интернационалистам, одновременно сохраняя связи с деятелями эсеровской партии и с рядом неонароднических группировок. Входил также в литературную ложу масонской организации «Великий Восток народов России».
27 февраля 1917 года избран как представитель «социалистической литературной группы» членом Исполкома Петроградского Совета, организатор выпуска № 1 его «Известий». Поддерживал позицию эсеро-меньшевистского большинства Совета в вопросе о составе нового правительства, участвовал в переговорах делегации Исполкома Совета с Временным комитетом Государственной думы об образовании Временного правительства. Входил в «контактную» и другие комиссии Совета. Один из авторов обращения Петроградского Совета от 14 марта «К народам всего мира», в котором была выражена позиция Совета в отношении продолжавшейся войны.
В конце мая 1917 года по рекомендации Ю. О. Мартова вступил в группу меньшевиков-интернационалистов, но, по словам Суханова, «на деле оставался диким и во всяком случае чувствовал себя таковым». Член Главного земельного комитета с апреля 1917; редактор ежедневной с.-д. газеты «Новая жизнь» (выходила в 1917—1918 годах, в ней, главным образом, принимали участие меньшевики-интернационалисты и внефракционные с.-д., писатели журнала «Летопись», А. М. Горький). Подвергал в статьях критике Временное правительство за империалистическую политику и большевиков за радикализм и социальную демагогию, назвал «Апрельские тезисы» В. И. Ленина «беспардонной анархо-бунтарской системой».
Во время 2-го съезда Советов покинул его вместе с другими членами меньшевистской делегации, но приветствовал смену Временного правительства властью Советов и первые декреты Совнаркома, хотя и не видел объективных предпосылок для построения социализма в «отсталой, мужицкой, распылённой, разорённой стране». Более правильным решением вопроса о власти, по мнению Суханова, было бы установление «диктатуры советской демократии», под которой Суханов понимал блок всех социалистических партий. По словам самого Суханова, Ленин 1 сентября 1917 года едко назвал его «одним из лучших представителей мелкой буржуазии».
Хотя Суханов отнюдь не симпатизировал большевикам, обстоятельства сложились так, что именно в его пятикомнатной квартире на Петроградской стороне 10 октября 1917 г. состоялось историческое заседание ЦК РСДРП(б), на котором был решён вопрос об организации вооружённого восстания. Жена Суханова, большевичка Галина Константиновна (Лия Абрамовна) Флаксерман (1888—1958), под разными предлогами выпроводила из квартиры на ближайшие сутки не только мужа, но и всех прочих жильцов, а также домработницу.
По свидетельству А. М. Лариной, сам он ей впоследствии заявлял, что «нарочно ушел, чтобы дать возможность решить этот вопрос».
После Октябрьской революции был членом ВЦИК 2-го, 3-го и 4-го созывов. На заседаниях ВЦИК критиковал большевистское правительство и Ленина, обвиняя их в анархизме, произволе, развале экономики. В период ведения переговоров о Брестском мире проявил себя как сторонник революционной войны с Германией. В июне 1918 исключен из ВЦИК вместе с другими меньшевиками и правыми эсерами.

### «Записки о революции»
После того, как в июле правительство большевиков закрыло «Новую жизнь» (в июне-июле издавалась и в Москве), приступил к написанию «Записок о революции» — мемуаров о событиях 1917. Современники, независимо от различий в политических взглядах, признали «Записки» ценным источником. Вместе с тем Ленин (в статье «О нашей революции») обвинил Суханова в педантском отношении к марксизму, в непонимании «его революционной диалектики», а Л. Д. Троцкий — в политической близорукости.

### В годы Советской власти (1920—1940 гг.)
В конце 1920 года Суханов вышел из меньшевистской партии из-за несогласия со стремлением лидеров меньшевиков воссоздать 2-й Интернационал. С переходом к НЭПу окончательно порвал с меньшевизмом; в дальнейшем заявил об ошибочности всего написанного им до 1921 о большевиках и их роли в революции. Вступил в германскую компартию.
В декабре 1923 года пытался вступить в РКП(б), но не был принят. Работал в советских учреждениях на Урале, в Москве, за границей, в 1924—1925 годах редактировал экономические журналы, издававшиеся на немецком и французском языках при торгпредствах СССР в Германии и Франции, сотрудник Института монополии внешней торговли при Наркомате торговли РСФСР. Продолжал заниматься исследованиями в области экономики сельского хозяйства в институте сельскохозяйственной экономики и политики, который возглавлял А. В. Чаянов. Во 2-м издании книги «К вопросу об эволюции сельского хозяйства» (1924) писал, что послереволюционное развитие сельского хозяйства подтвердило его выводы; по мере развития сельскохозяйственного производства будет происходить разложение капитализма в земледелии, вытесняемого трудовыми крестьянскими хозяйствами, которые должны поддерживаться государством. Избирался членом Коммунистической академии. Выступил там в октябре 1928 года с докладом «Проблемы товарного голода», в котором предлагал отказаться от форсированного колхозного строительства, повысить цены на сельскохозяйственную продукцию, увеличить её экспорт и расширить импорт предметов потребления.
В июле 1930 года арестован по делу «контрреволюционной меньшевистской организации». «Сухановщина» была объявлена опаснее «Чаяновщины». В результате процесса по делу так называемого «Союзного бюро ЦК меньшевиков» (март 1931) был приговорён к 10 годам тюрьмы. На суде, признав себя виновным, изложил свои взгляды на сталинский политический курс: отказ от НЭПа «бьёт по социализму и благосостоянию народа», «колхозное движение и вся хлебозаготовительная кампания 1929—1930 годов неизбежно будут иметь катастрофическое значение для всего нашего народного хозяйства». Отбывал наказание в Верхнеуральском изоляторе.
В марте 1935 года, после ряда заявлений Суханова с требованием пересмотреть приговор, Президиум ЦИК СССР заменил оставшийся ему срок заключения ссылкой в Тобольск, где он работал экономистом, а затем учителем немецкого языка.
19 сентября 1937 года снова арестован по ложному обвинению в связях с немецкой разведкой, в чём «признался» в ноябре 1938 года под пытками и под угрозой «поставить в аналогичное положение» его жену — Г. К. Суханову-Флаксерман.
29 июня 1940 года приговорён к расстрелу трибуналом Сибирского военного округа. Расстрелян в тот же день в тюрьме города Омск. Захоронен во дворе тюрьмы. После смерти Сталина посмертно реабилитирован.

## Сочинения
- Наши левые группы и война. — Пг., 1916
- Записки о революции. — Пг., 1919—1923.
- Земельная рента и принципы земельного обложения. — 2-е изд., перераб. — Петербург : Гос. изд-во, 1922. — 128 с.
- Мировое хозяйство накануне и после войны 1913—1923. — Л.; М., 1924.
- Очерки по экономии сельского хозяйства. — М. ; Пг. : Книга, [1924]. — 267 с.
- К вопросу об эволюции сельского хозяйства : Социальные отношения в крестьянском хозяйстве России. — 2-е изд., испр. и доп. — М. : Новая деревня, 1924. — 262 с.